# Gorgonéion (lune)
Pour les articles homonymes, voir Gorgones (homonymie).
Gorgonéion, officiellement (93) Minerve II Gorgonéion (internationalement Gorgoneion et (93) Minerva II Gorgoneion), est un astéroïde de la ceinture principale, satellite naturel de (93) Minerve.

## Découverte
Gorgonéion a été découvert autour de Minerve le 16 août 2009 par Franck Marchis, B. Macomber, J. Berthier, F. Vachier et J. P. Emery depuis l'observatoire W. M. Keck, en même temps qu'Égide, l'autre lune de Minerve.

## Nom

### Choix du nom
L'approbation du nom du satellite par le Comité sur la nomenclature des petits corps (Committee on Small Bodies Nomenclature) de l'Union astronomique internationale est officiellement annoncée le 23 septembre 2014 dans la circulaire de l'UAI no 9271. Il fait référence au Gorgonéion, tête de Gorgone.

### Récapitulatif des noms officiels
- 15/08/2009 - ??/??/20?? : découverte, pas encore de nom officiel ;
- ??/??/20?? - 23/09/2014 : S/2009 (93) 2 par l'IAUC 9069[2] ;
- depuis le 23/09/2014 : (93) Minerve II Gorgonéion (en anglais (93) Minerva II Gorgoneion) par l'IAUC 9271[1].

## Caractéristiques
Gorgonéion mesure 3 kilomètres de diamètre et orbite à 380 kilomètres de son primaire : il est ainsi le plus petit et le plus proche des deux satellites de Minerve,.